# Infected (schweizerische Band)
Infected war eine schweizerische Thrash- und Death-Metal-Band aus Zürich, die im Jahr 1987 gegründet wurde und sich 1990 auflöste.

## Geschichte
Die Band wurde im September 1987 von Bassist Theo Hilfiker und Schlagzeuger Stefan „Steve“ Karrer gegründet. Als Sänger kam Amos Germann zur Besetzung, während Mark als Gitarrist zur Band kam. Nachdem die Band die ersten Lieder entwickelt hatte, erschienen zwei Lieder auf der Kompilation Avalanche. Daraufhin erreichte die Band einen Vertrag bei Far Out Records, worüber im Herbst 1989 das Debütalbum Dark Century erschien. Die Aufnahmen fanden im Magnetix Recording Studio in Wetzikon statt, wobei Fredy Tschui als Ersatz für Gitarrist Mark vertreten war. Nachdem die auf 1000 Stück begrenzte Erstauflage ausverkauft war, wurde eine weitere Auflage von 500 Stück produziert. Der Veröffentlichung schlossen sich Auftritte zusammen mit Bands wie Coroner und MDC an, ehe sich die Gruppe im Jahr 1990 wieder auflöste. Schlagzeuger Karrer trat im Herbst desselben Jahres der Band Messiah bei.

## Stil
Die Band spielte eine dunkle und aggressive Variante des Thrash Metal, die als eine besser produzierte und technisch anspruchsvollere Variante von Messiah mit Einflüssen von Celtic Frost und einem Death-Metal-Gesang, der an Protector erinnert, beschrieben wird. Zudem erinnert die Band teilweise an die frühen Coroner, wobei die Lieder variabel in ihrem Tempo sind.

## Diskografie
- 1989: Natural Catastrophe und Money Rules auf Avalanche (Far Out Records)
- 1989: Dark Century (Album, Far Out Records)